# Knuth Meyer-Soltau
Knuth Hans-Peter Meyer-Soltau (* 13. März 1965 in Diepholz) ist ein deutscher Politiker (AfD, zuvor SPD und Republikaner) und Rechtsanwalt. Er zog über Listenplatz 16 der AfD Nordrhein-Westfalen in den 21. Deutschen Bundestag ein.

## Leben
Meyer-Soltau besuchte zunächst die Realschule in Hamburg-Fischbek und wechselte später auf das Lessing-Gymnasium in Hamburg-Harburg.
Er absolvierte ein Studium der Rechtswissenschaft an der Philipps-Universität Marburg, der Goethe-Universität Frankfurt am Main und der Ruhr-Universität Bochum. Seit dem Studium gehört er der Landsmannschaft Nibelungia Marburg, der Landsmannschaft Frankonia Frankfurt und der Landsmannschaft Ubia-Brunsviga-Palaeomarchia Bochum, allesamt pflichtschlagende Landsmannschaften des Coburger Convents, an.
Seit 1998 ist er selbständiger Rechtsanwalt und Fachanwalt für Strafrecht in Bochum.
2016 trat er in die AfD ein. 2018 wurde er Präsident des Bundesschiedsgerichts der AfD. Er war Leiter der Arbeitsgemeinschaft Verfassungsschutz von Dezember 2020 bis Oktober 2021. Er war außerdem Beisitzer im Landesvorstand der AfD NRW von 2019 bis 2024, zuletzt als Justiziar im Landesvorstand. Von 2018 bis 2025 war er wissenschaftlicher Referent der AfD-Landtagsfraktion.